# 認罪之罪
《認罪之罪》（：／）是Netflix預計於2025年第四季度上线公开的原创韩国剧集。由《愛的迫降》《我的女神室友斗娜》的导演李正孝执导、电影《戀人絮語》《特别搜查：死囚来信》的导演权宗官担任编剧，全道嬿、金高銀、朴海秀和陳善圭主演。

## 剧情概要
该剧讲述被当作杀害丈夫嫌疑人的允秀和被称为魔女的神秘人物慕恩，兩人一起捲入危險交易的故事。

## 演员阵容

### 主要人物
- 全道嬿 饰演 安允秀，曾梦想和家人一起过着幸福的生活，但丈夫的可疑死亡让她的日常生活彻底崩溃。[4][6]
- 金高銀 饰演 慕恩，在监狱里被称为“魔女”的人物，擅于洞察并掌握对方的心理。[4][7]
- 朴海秀 饰演 白东勋，信念坚定、在任何事件面前都保持冷静的检察官。[4][8]
- 陳善圭 饰演 张正九，安允秀的辩护律师，曾是一名拳击运动员，拥有对任何事件都不会马马虎虎的韧性。[4][9]

### 其他人物
- 崔英俊 饰演 陈永仁，西装笔挺的国选律师。[2]
- 南多凜[10]

## 制作
该剧原定由宋慧喬和韓韶禧主演，李應福与沈娜妍曾有望执导该剧，但均因与制作公司产生意见分歧而退出。媒体曾报道金智媛有望参演该剧。2024年7月，正式宣布该剧由全道嬿、金高銀、朴海秀和陳善圭主演。